# Google Scholar Metrics
Google Scholar Metrics es una métrica de revista de Google que establece el índice de impacto de las revistas científicas generado  del recuento de citas localizadas en Google Scholar:Utiliza el indicador denominado h5, que es la relación entre el número de artículos publicados por las revistas en los últimos 5 años completos y el número de citas recibidas. El total de artículos en los que se basa el cálculo del h5 es el denominado "h-core". Por otra parte, Google Scholar también ofrece la mediana h5, que es el número mediano de citas de los artículos que componen el índice h5.
Tiene rankings generales por idiomas, mostrando las 100 revistas que mayor impacto poseen en cada una de ellos.
También tiene un ranking por categorías temáticas en el caso de las revistas en inglés, presentando las 20 revistas con mayor índice h5.
Es una herramienta de evaluación de la visibilidad y de la influencia de artículos recientes en publicaciones académicas.